# Condado de Monteagudo
El condado de Monteagudo es un título nobiliario español creado por el rey Carlos IV de España el 27 de julio de 1794 a favor de Joaquín Victorino Romero y Ocaña, natural de Hinojosa del Duque (Córdoba).

## Condes de Monteagudo
- Joaquín Victorino Romero y Ocaña, I conde de Monteagudo.[1]
- Pablo Francisco Romero y Carrasquillo, II conde de Monteagudo.[1]
- Joaquín Victoriano Romero y Palomeque, III conde de Monteagudo. Le sucedió el 11 de diciembre de 1848:[1]
- José María Romero y Moreno, IV conde de Monteagudo.[1] Le sucedió el 17 de octubre de 1864 su hija:[1]
- María del Rosario Romero y Pastrana, V condesa de Monteagudo.  En 30 de marzo de 1903 le sucedió su hijo:[1]
- José María de Bustillo y Romero (m. 1936),[2] VI conde de Monteagudo.[1]

Se casó con Cayetana Delgado y Ñudi. El 10 de julio de 1953 le sucedió su nieto:
- José Ramón de Bustillo y Navia-Osorio, VII conde de Monteagudo.[1][3] En 14 de septiembre de 2016 le sucedió su hija:[1]
- María de Jesús de Bustillo y Moreno, VIII condesa de Monteagudo.[1][4]